# استان ماسوویان
ماسوویان وویوودشیپ (به لاتین: Masovian Voivodeship) یکی از استان‌های لهستان است.

## خصوصیات
ماسوویان وویوودشیپ ۳۵٬۵۷۹ کیلومترمربع مساحت و ۵٬۱۶۴٬۶۱۲ نفر جمعیت دارد.